# لويز كارول
لويز كارول (بالإنجليزية: Louise Carroll) هي لاعب هوكي الحقل بريطانية، ولدت في 12 ديسمبر 1982.

## روابط خارجية
- لويز كارول على موقع اتحاد ألعاب الكومنولث (مؤرشف) (الإنجليزية)
- لويز كارول على موقع دورة ألعاب الكومنولث 2006 (مؤرشف) (الإنجليزية)